# Вороніна Ірина Вадимівна
Ірина Вадимівна Вороніна (нар. 19 грудня 1977 року, Дзержинськ Горьковська обл., РРФСР, СРСР) — американська фотомодель і акторка російського походження. У рідному м. Дзержинську навчалася в середній школі № 38, а потім у № 15. Найбільш відома з робіт у журналі Playboy, де в січні 2001 року вона була обрана дівчиною місяця (т. зв. playmate), а також з'являлася в багатьох відео - і фотосесіях. Крім того, позувала для конкуруючого з Плейбоєм журналу Perfect 10, де публікуються фотографії тільки природно красивих моделей, тобто моделей з натуральним кольором волосся і очей, не користуються послугами хірургів і т. п.

## Фільмографія

### Як актриса
- Big Shot: Confessions of a Campus Bookie (2002, телесеріал)
- Truth and Dare (2003, кінофільм)
- Perfect 10: Model Boxing (2004, відеофільм)
- Ring of Darkness (2004, телесеріал)
- Maxim Uncovered! Vol. 2 (2004, відеофільм)
- MADtv (2005—2006, телесеріал)
- Hood of Horror (2006, кінофільм)
- Epic Movie (2007, відеофільм)
- Reno 911!: Miami (2007, відеофільм)
- Balls of Fury (2007, відеофільм)
- Balls of Glory / 7-10 Split / Strike (2007, відеофільм)
- Towelhead / Nothing is Private (2007, кінофільм)
- Tripping Forward (2009, кінофільм)
- Reno 911! (2009, телесеріал)
- The Casino Job (2009, відеофільм)
- iCarly (2010, телесеріал)
- Kill Speed (2010, кінофільм)
- Svetlana (2010, телесеріал)
- Hollywoo (2011, кінофільм)
- Piranha 3DD (2012, кінофільм)
- Life's an Itch (2012, кінофільм)

### Як модель
- Playboy: Girls of the Hard Rock Hotel & Casino Las Vegas (2001, відеофільм)
- Playboy Video Playmate Calendar 2002 (2001, відеофільм)
- Playboy: Barefoot Beauties (2002, відеофільм)
- Playboy: No Boys Allowed, 100 % Girls 2 (2004, відеофільм)
- Punk'd, Episode #3.8 (2004, телесеріал)